# Alfredo Trifogli
Alfredo Trifogli (Ancona, 22 settembre 1920 – Ancona, 21 marzo 2013) è stato un politico italiano.

## Biografia
Esponente della Democrazia Cristiana, fu eletto sindaco della città di Ancona dal 1969 al 1976. Durante il suo mandato si verificò il forte terremoto del 1972, per questo viene ricordato come il "sindaco del terremoto". Fu anche fondatore della Libera Università di Ancona, del Parco della Cittadella di Ancona, del Circolo Maritain e molto altro. Come Preside dell'Istituto Tecnico Industriale Statale ITIS "Vito Volterra" di Torrette (Ancona), tra i primi in Italia, permise democraticamente nel 1967 la formazione di un Comitato Interno di istituto formato da rappresentanti degli studenti.
Successivamente fu eletto senatore nella settima legislatura, restando in carica dal 1976 al 1979. Candidato ma non eletto alle elezioni del 1983, divenne senatore dopo la morte del collega Angelo Lotti, il 23 giugno 1987 
e rimase in carica per l'ultima settimana della legislatura.
Morì nel marzo del 2013 all'età di 92 anni.

## Riconoscimenti
- Il 4 maggio 2008 gli fu conferito dalla sua città natale il Ciriachino d'Oro.[6]
- A lui è intitolato il premio della Critica Alfredo Trifogli nell'ambito del Premio Marche di Ascoli Piceno.[7]
- A lui nel 2019 è stato intitolato il polo di Monte D'Ago dell'Università Politecnica delle Marche di Ancona.